# Boulevard der Stars

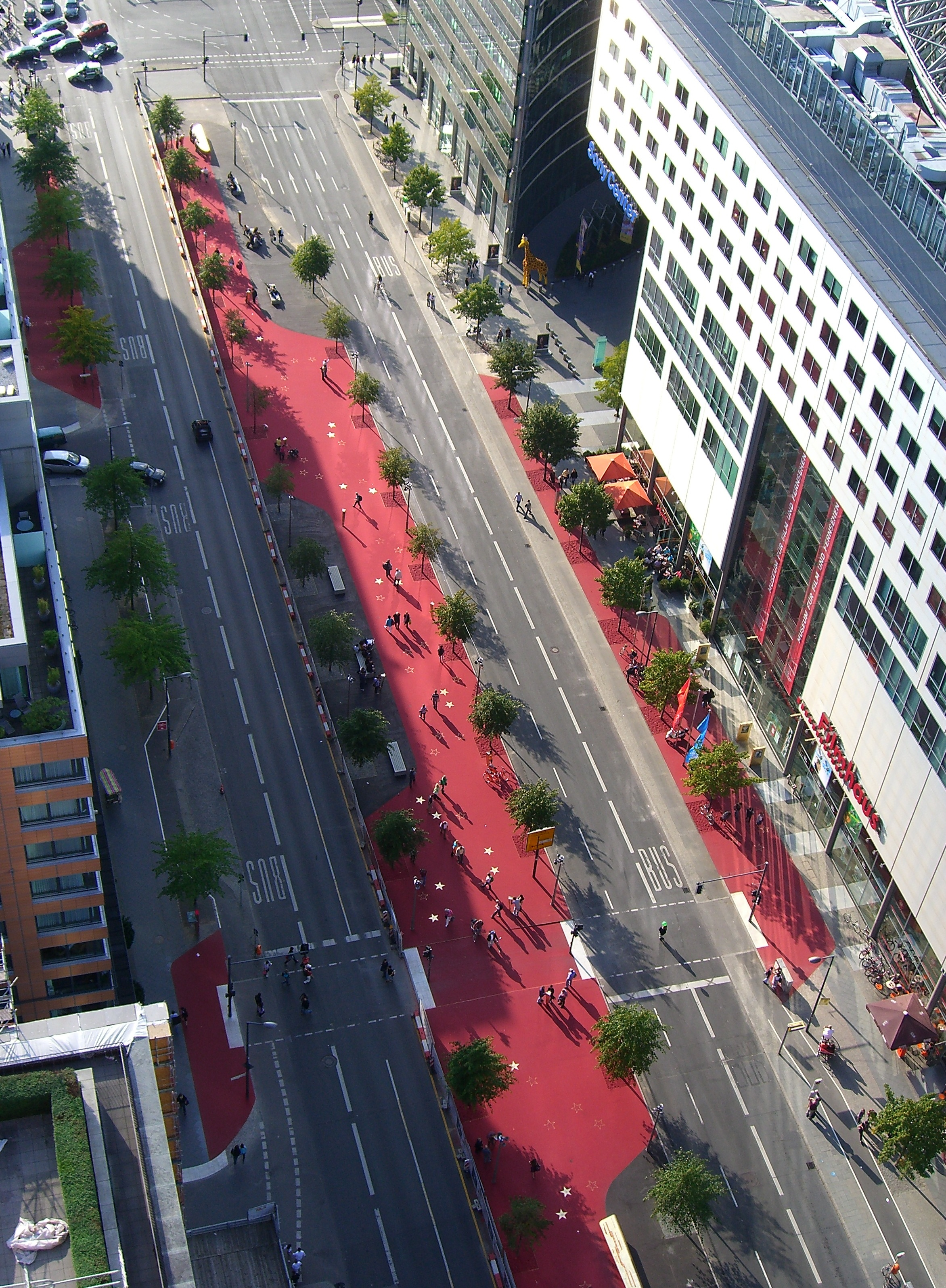
Boulevard der Stars in Berlin

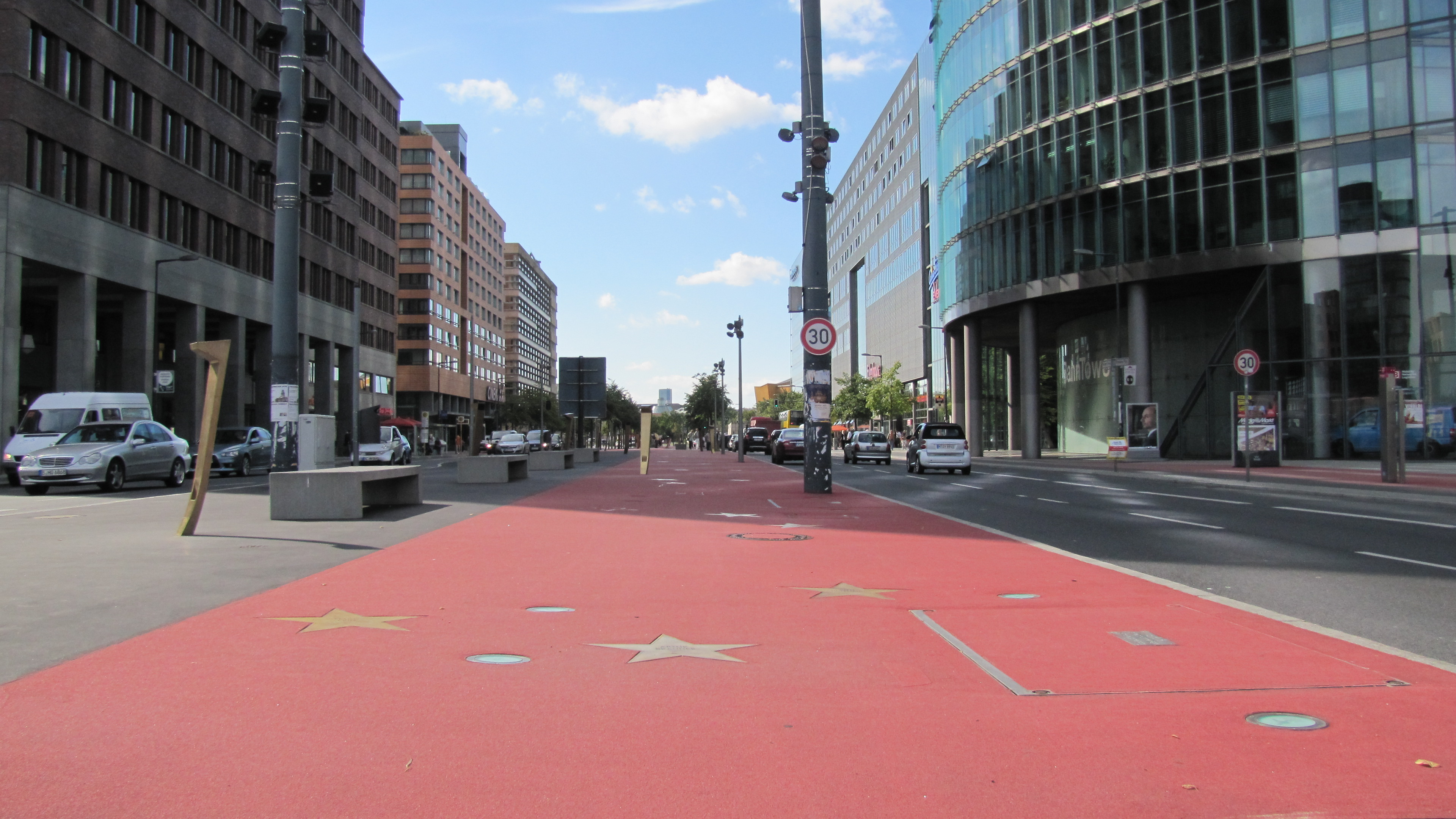
Blick auf den „Boulevard der Stars“ in Berlin

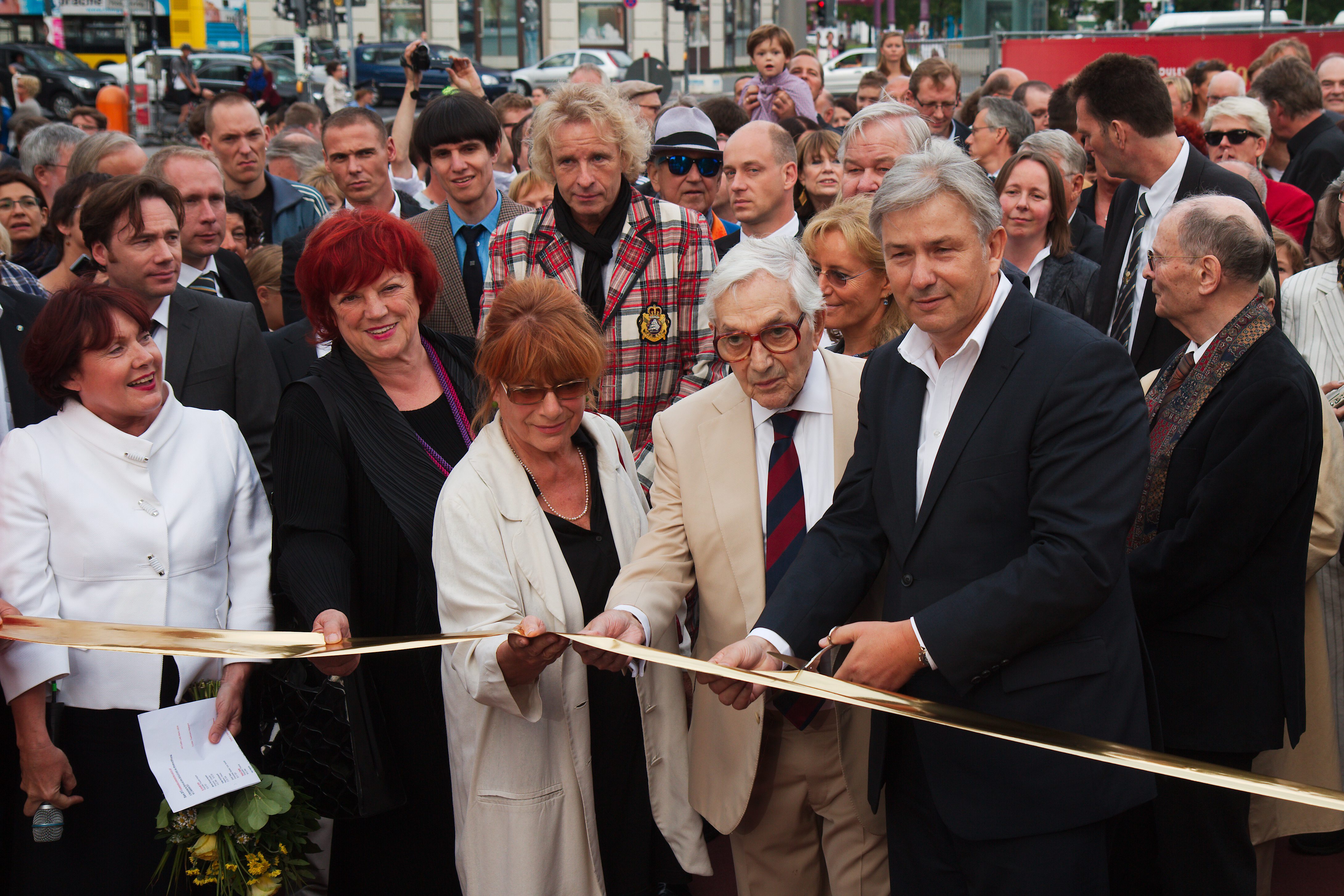
Einweihung neuer Sterne mit Bürgermeister Wowereit (2012)

Der Boulevard der Stars ist ein wachsendes Denkmal in der Nähe des Potsdamer Platzes in Berlin-Mitte. Er erstreckt sich vom Potsdamer Platz auf dem Mittelbereich der doppelspurigen Potsdamer Straße bis zur Ben-Gurion-Straße und weitet sich nach beiden Seiten zu einzelnen Gebäuden hin aus. Nach dem Vorbild des Walk of Fame in Los Angeles sollen dort mit einem Stern Prominente geehrt werden, die aus dem deutschsprachigen Raum kommen und in Film und Fernsehen Herausragendes geleistet haben. Der Grundstein wurde am 5. Februar 2010 im Rahmen der Berlinale 2010 gelegt. Am 12. Februar erfolgte die Präsentation des ersten Sternes zu Ehren von Marlene Dietrich. Mit der Verleihung 39 weiterer Sterne wurde der Boulevard am 10. September 2010 offiziell eröffnet.

## Geschichte
Die Idee zum Boulevard der Stars hatte Filmhistoriker Gero Gandert bereits im Jahr 2002. Ein erster Wettbewerb zur Ausgestaltung der Gedenkstätte scheiterte allerdings 2004 an den örtlichen Gegebenheiten. In der Folge wurden die Rahmenbedingungen modifiziert und zunächst Auswahlverfahren durchgeführt, an denen sich 153 Bewerber aus Deutschland und vorwiegend dem europäischen Ausland beteiligten. Unter den verbliebenen sieben Teilnehmern wurde dann im Februar 2009 seitens des Berliner Senats ein Wettbewerb zur Gestaltung des künftigen Boulevards ausgeschrieben. Aus ihm ging der Entwurf der Berliner Büros Graft und ART+COM einstimmig als Sieger hervor.
Für die Realisierung des Projekts stehen rund eine Million Euro zur Verfügung; das Geld stammt vorwiegend aus Wirtschaftsfördermitteln der EU. Für die Unterhaltskosten will zukünftig die von Georgia Tornow geleitete gemeinnützige „Boulevard der Stars GmbH“ sorgen. Die Kosten sollen hauptsächlich über Spenden gedeckt werden.

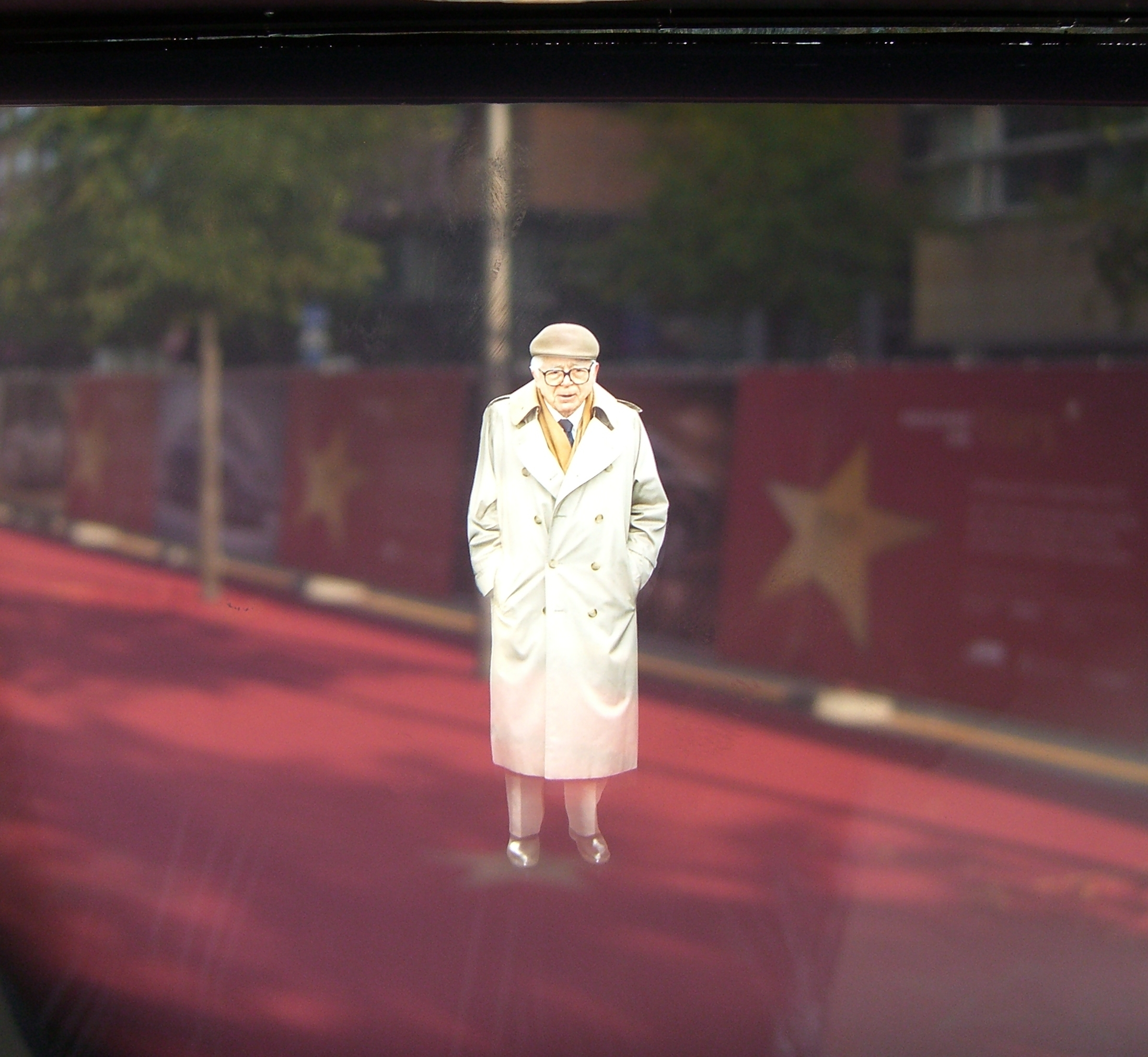
Billy Wilder auf seinem Stern (Trickprojektion mittels Pepper’s ghost Camera)

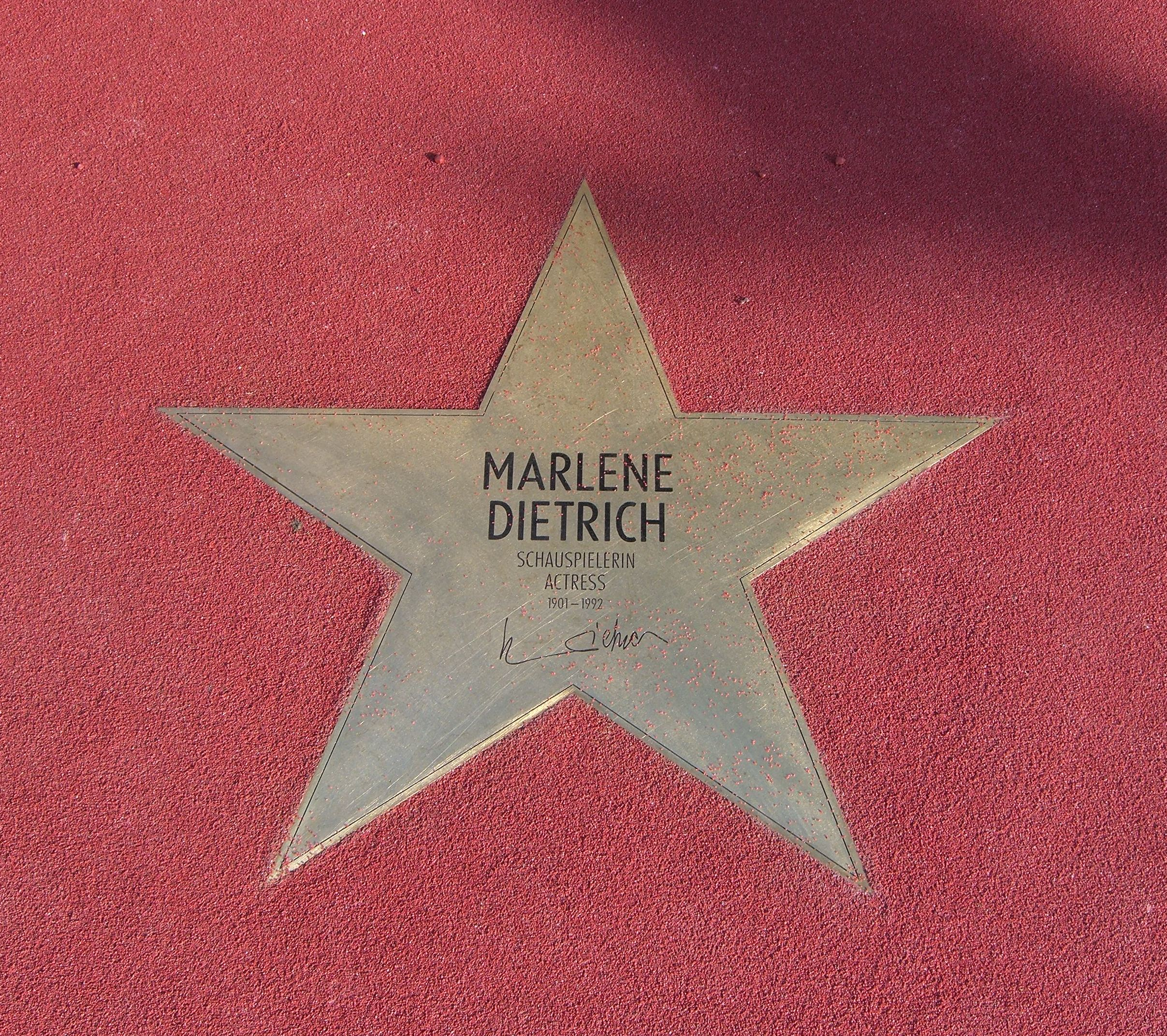
Stern von Marlene Dietrich (2010)

Da der Mittelstreifen der Potsdamer Straße im Stadtentwicklungsplan Verkehr 2003 der Stadt Berlin als Trassenfreihaltung für die geplante Straßenbahnstrecke Richtung Kulturforum deklariert wurde, handelt es sich gemäß dem Fahrgastverband IGEB folglich um einen temporären Standort des Kunstwerks. Der am 29. März 2011 novellierte Stadtentwicklungsplan Verkehr sieht die Umsetzung der Baumaßnahmen ab 2014 vor.
Wegen zunehmender Verschmutzung und aus ästhetischen Gründen geriet der Platz 2013 in die Kritik:
„Der ‚Boulevard der Stars‘ ist ein Panoptikum der Schäbigkeit. Ein unansehnliches, ungepflegtes Stück Mittelstreifen, das man freiwillig nur betritt, um schnell auf die andere Straßenseite zu gelangen. Wenn dieser Boulevard Werbung ist, dann bloß für konkurrierende Filmstandorte.“
Im August 2013 gaben die Verantwortlichen bekannt, dass der Boulevard einen neuen Belag bekommen soll. Aus diesem Grund wurde die Verlegung von zehn neuen Sternen im September 2013 um ein Jahr verschoben. Am 4. September 2014 wurde der renovierte Boulevard schließlich wiedereröffnet und zugleich 20 neue Sterne für die Jahre 2013 und 2014 eingeweiht.
Im Jahr 2015 war für eine Ehrung nicht genügend Geld bei der gemeinnützigen Gesellschaft vorhanden. So fanden erst im September 2016 vier weitere Personen ihren Platz auf dem Boulevard. Dieses waren die letzten Sterne, die dem Boulevard hinzugefügt wurden.
Am 31. März 2018 wurden Teile des Boulevards durch einen Autounfall beschädigt bzw. zerstört. So wurde der Stern von Komikerin Anke Engelke beschädigt geborgen.
Der rote Asphalt und die Sterne werden seither nicht mehr gepflegt.

## Gestaltung
Die Grundfläche des Boulevard der Stars bildet ein roter Teppich aus gefärbtem Asphalt. Die einzelnen Sterne bestehen aus polierter Bronze und sind flächenbündig in den Teppich eingelassen; auf jeden Stern werden Name, Beruf, Lebensdaten und Unterschrift der geehrten Persönlichkeit eingraviert. Die installierten Pepper’s Ghost Cameras ermöglichen mit einem interaktiven Spiegeltrick, dass sich die Besucher mit ihrem Star fotografieren lassen können. Jeder Stern wird am Abend durch einen eigenen kleinen Scheinwerfer, dessen Licht (zum Beispiel aus personenbezogenen Anlässen) variiert werden kann, angeleuchtet.

## Auswahlverfahren und Aufnahmebedingungen
Die jährliche Auswahl der zu ehrenden Persönlichkeiten obliegt einer fünfköpfigen Jury, die sich aus je einem Vertreter der Stiftung Deutsche Kinemathek, der Deutschen Filmakademie, der Kulturveranstaltungen des Bundes in Berlin (KBB), des Adolf-Grimme-Instituts sowie des Förderkreises des Museums für Film und Fernsehen zusammensetzt.
Im Unterschied zum Hollywood Walk of Fame, wo jedermann Nominierungen einbringen darf, können nur „Organisationen und Institutionen, die sich länger als drei Jahre ausgewiesen im Bereich des Film- und Fernsehschaffens betätigen“, Kandidatenvorschläge unterbreiten.
Für die Annahme eines Kandidaten ist die Zweidrittelmehrheit in der Jury erforderlich. Jährlich sollen etwa sieben bis zehn neue Persönlichkeiten geehrt werden, teils im Frühjahr teils im Herbst.

## Geehrte Personen
– alphabetisch vorsortiert –
| Name                     | Lebensdaten | Beruf                             | Datum der Ehrung |
| ------------------------ | ----------- | --------------------------------- | ---------------- |
| Sir Ken Adam             | 1921–2016   | Szenenbildner                     | 9. März 2012     |
| Mario Adorf              | * 1930      | Schauspieler                      | 10. Sep. 2010    |
| Fatih Akin               | * 1973      | Regisseur                         | 12. Apr. 2011    |
| Hans Albers              | 1891–1960   | Schauspieler                      | 3. Aug. 2012     |
| Michael Ballhaus         | 1935–2017   | Kameramann                        | 10. Sep. 2010    |
| Barbara Baum             | 1944–2023   | Kostümbildnerin                   | 10. Sep. 2010    |
| Iris Berben              | * 1950      | Schauspielerin                    | 9. Sep. 2016     |
| Senta Berger             | * 1941      | Schauspielerin                    | 12. Apr. 2011    |
| Frank Beyer              | 1932–2006   | Regisseur                         | 12. Apr. 2011    |
| Artur Brauner            | 1918–2019   | Produzent                         | 10. Sep. 2010    |
| Heinrich Breloer         | * 1942      | Autor/Regisseur                   | 3. Sep. 2012     |
| Daniel Brühl             | * 1978      | Schauspieler                      | 4. Sep. 2014     |
| Vicco von Bülow (Loriot) | 1923–2011   | Autor/Schauspieler/Regisseur      | 10. Sep. 2010    |
| Marlene Dietrich         | 1901–1992   | Schauspielerin                    | 12. Feb. 2010    |
| Doris Dörrie             | * 1955      | Regisseurin/Produzentin           | 10. Sep. 2010    |
| Klaus Doldinger          | * 1936      | Komponist                         | 10. Sep. 2010    |
| Angelica Domröse         | * 1941      | Schauspielerin                    | 10. Sep. 2010    |
| Andreas Dresen           | * 1963      | Filmregisseur                     | 4. Sep. 2014     |
| Bernd Eichinger          | 1949–2011   | Produzent                         | 12. Apr. 2011    |
| Hannelore Elsner         | 1942–2019   | Schauspielerin/Synchronsprecherin | 4. Sep. 2014     |
| Anke Engelke             | * 1965      | Schauspielerin/Moderatorin        | 12. Apr. 2011    |
| Rainer Werner Fassbinder | 1945–1982   | Regisseur                         | 10. Sep. 2010    |
| Eberhard Fechner         | 1926–1992   | Regisseur                         | 12. Apr. 2011    |
| Karl Freund              | 1890–1969   | Kameramann                        | 3. Sep. 2012     |
| Bruno Ganz               | 1941–2019   | Schauspieler                      | 10. Sep. 2010    |
| Martina Gedeck           | * 1961      | Schauspielerin                    | 12. Apr. 2011    |
| Götz George              | 1938–2016   | Schauspieler                      | 10. Sep. 2010    |
| Kurt Gerron              | 1897–1944   | Schauspieler/Sänger/Regisseur     | 4. Sep. 2014     |
| Thomas Gottschalk        | * 1950      | Moderator/Schauspieler            | 3. Sep. 2012     |
| Dominik Graf             | * 1952      | Regisseur                         | 10. Sep. 2010    |
| Egon Günther             | 1927–2017   | Filmregisseur                     | 4. Sep. 2014     |
| Helga Hahnemann          | 1937–1991   | Schauspielerin                    | 10. Sep. 2010    |
| Thea von Harbou          | 1888–1954   | Drehbuchautorin                   | 4. Sep. 2014     |
| Corinna Harfouch         | * 1954      | Schauspielerin                    | 10. Sep. 2010    |
| Reinhard Hauff           | * 1939      | Regisseur                         | 3. Sep. 2012     |
| Michael (Bully) Herbig   | * 1968      | Schauspieler/Regisseur/Produzent  | 3. Sep. 2012     |
| Werner Herzog            | * 1942      | Regisseur/Produzent               | 10. Sep. 2010    |
| Werner Richard Heymann   | 1896–1961   | Komponist                         | 3. Sep. 2012     |
| Jutta Hoffmann           | * 1941      | Schauspielerin                    | 12. Apr. 2011    |
| Hannelore Hoger          | 1941–2024   | Schauspielerin                    | 3. Sep. 2012     |
| Nina Hoss                | * 1975      | Schauspielerin                    | 3. Sep. 2012     |
| Carl-Franz Hutterer      | * 1939      | Kameramann                        | 3. Sep. 2012     |
| Emil Jannings            | 1884–1950   | Schauspieler                      | 12. Apr. 2011    |
| Judith Kaufmann          | * 1962      | bildgestaltende Kamerafrau        | 4. Sep. 2014     |
| Helmut Käutner           | 1908–1980   | Schauspieler/Regisseur            | 4. Sep. 2014     |
| Klaus Kinski             | 1926–1991   | Schauspieler                      | 12. Apr. 2011    |
| Alexander Kluge          | * 1932      | Regisseur/Produzent               | 10. Sep. 2010    |
| Hildegard Knef           | 1925–2002   | Schauspielerin                    | 10. Sep. 2010    |
| Wolfgang Kohlhaase       | 1931–2022   | Drehbuchautor                     | 10. Sep. 2010    |
| Siegfried Kracauer       | 1889–1966   | Filmwissenschaftler               | 12. Apr. 2011    |
| Hardy Krüger             | 1928–2022   | Schauspieler                      | 4. Sep. 2014     |
| Diane Kruger             | * 1976      | Schauspielerin                    | 4. Sep. 2014     |
| Hans-Joachim Kulenkampff | 1921–1998   | Moderator/Schauspieler            | 10. Sep. 2010    |
| Gerhard Lamprecht        | 1897–1974   | Regisseur                         | 3. Sep. 2012     |
| Fritz Lang               | 1890–1976   | Regisseur                         | 10. Sep. 2010    |
| Ruth Leuwerik            | 1924–2016   | Schauspielerin                    | 10. Sep. 2010    |
| Ernst Lubitsch           | 1892–1947   | Regisseur/Schauspieler            | 12. Apr. 2011    |
| Carl Mayer               | 1894–1944   | Drehbuchautor                     | 10. Sep. 2010    |
| Wolfgang Menge           | 1924–2012   | Drehbuchautor                     | 10. Sep. 2010    |
| Heike Merker             | * 1967      | Maskenbildnerin                   | 4. Sep. 2014     |
| Claudia Michelsen        | * 1969      | Schauspielerin                    | 4. Sep. 2014     |
| Brigitte Mira            | 1910–2005   | Schauspielerin                    | 3. Sep. 2012     |
| Helke Misselwitz         | * 1947      | Regisseurin                       | 4. Sep. 2014     |
| Armin Mueller-Stahl      | * 1930      | Schauspieler                      | 10. Sep. 2010    |
| Ulrich Mühe              | 1953–2007   | Schauspieler                      | 12. Apr. 2011    |
| Friedrich Wilhelm Murnau | 1888–1931   | Regisseur                         | 3. Sep. 2012     |
| Asta Nielsen             | 1881–1972   | Schauspielerin                    | 10. Sep. 2010    |
| Max Ophüls               | 1902–1957   | Regisseur                         | 10. Sep. 2010    |
| Georg Wilhelm Pabst      | 1885–1967   | Regisseur                         | 4. Sep. 2014     |
| Wolfgang Petersen        | 1941–2022   | Regisseur                         | 10. Sep. 2010    |
| Erich Pommer             | 1889–1966   | Produzent                         | 12. Apr. 2011    |
| Peter Przygodda          | 1941–2011   | Filmeditor                        | 10. Sep. 2010    |
| Liselotte Pulver         | * 1929      | Schauspielerin                    | 12. Apr. 2011    |
| Luise Rainer             | 1910–2014   | Schauspielerin                    | 5. Sep. 2011     |
| Lotte Reiniger           | 1899–1981   | Silhouetten-Animationsfilmerin    | 4. Sep. 2014     |
| Edgar Reitz              | * 1932      | Regisseur/Produzent               | 10. Sep. 2010    |
| Günter Rohrbach          | * 1928      | Produzent                         | 10. Sep. 2010    |
| Gernot Roll              | 1939–2020   | Kameramann                        | 4. Sep. 2014     |
| Otto Sander              | 1941–2013   | Schauspieler/Synchronsprecher     | 4. Sep. 2014     |
| Volker Schlöndorff       | * 1939      | Regisseur                         | 3. Sep. 2012     |
| Jan Schlubach            | 1920–2006   | Szenenbildner                     | 10. Sep. 2010    |
| Helge Schneider          | * 1955      | Musiker/Unterhaltungskünstler     | 9. Sep. 2016     |
| Romy Schneider           | 1938–1982   | Schauspielerin                    | 10. Sep. 2010    |
| Werner Schroeter         | 1945–2010   | Regisseur                         | 12. Apr. 2011    |
| Til Schweiger            | * 1963      | Schauspieler/Regisseur/Produzent  | 12. Apr. 2011    |
| Matthias Schweighöfer    | * 1981      | Schauspieler                      | 9. Sep. 2016     |
| Hanna Schygulla          | * 1943      | Schauspielerin                    | 10. Sep. 2010    |
| Max Skladanowsky         | 1863–1939   | Filmtechnikpionier                | 10. Sep. 2010    |
| Wolfgang Staudte         | 1906–1984   | Regisseur                         | 12. Apr. 2011    |
| Barbara Sukowa           | * 1950      | Schauspielerin/Sängerin           | 4. Sep. 2014     |
| Katharina Thalbach       | * 1954      | Schauspielerin/Regisseurin        | 3. Sep. 2012     |
| Ruth Toma                | * 1956      | Drehbuchautorin                   | 3. Sep. 2012     |
| Georg Stefan Troller     | * 1921      | Regisseur                         | 10. Sep. 2010    |
| Margarethe von Trotta    | * 1942      | Schauspielerin/Regisseurin        | 10. Sep. 2010    |
| Ulrich Tukur             | * 1957      | Schauspieler                      | 3. Sep. 2012     |
| Tom Tykwer               | * 1965      | Regisseur/Filmproduzent           | 4. Sep. 2014     |
| Jost Vacano              | * 1934      | Kameramann                        | 12. Apr. 2011    |
| Karl Valentin            | 1882–1948   | Schauspieler/Regisseur            | 3. Sep. 2012     |
| Christoph Waltz          | * 1956      | Schauspieler                      | 4. Sep. 2014     |
| Wim Wenders              | * 1945      | Regisseur                         | 10. Sep. 2010    |
| Billy Wilder             | 1906–2002   | Regisseur/Drehbuchautor           | 10. Sep. 2010    |
| Karl Heinz Willschrei    | 1939–2003   | Drehbuchautor, TV-Produzent       | 9. Sep. 2016     |
| Konrad Wolf              | 1925–1982   | Regisseur                         | 10. Sep. 2010    |
| Regina Ziegler           | * 1944      | Produzentin                       | 3. Sep. 2012     |
| Hans Zimmer              | * 1957      | Komponist                         | 12. Apr. 2011    |